# Brie Larson
Brianne Sidonie Desaulniers (født 1. oktober 1989 i Sacramento, California), bedre kendt som Brie Larson, er en amerikansk skuespillerinde og musiker.
Larson er særlig kendt fra TV-serien United States of Tara og filmen 21 Jump Street (2012), hvor hun spiller centrale roller. Hun har også været med i film som 13 snart 30 (2004), Greenberg (2010) og Scott Pilgrim vs. the World (2010).
Ved Golden Globe Awards i 2016 vandt Larson i kategorien Bedste Kvindelige Skuespiller - Drama for sin rolle som Joy "Ma" Newsome i Room. For den samme rolle vandt hun også en Oscaren for bedste kvindelige hovedrolle i 2016.

## Filmografi
- Avengers: Endgame (2019)
- Captain Marvel (2019)
- Unicorn Store (2018)
- Glasslottet (2017)
- Kong: Skull Island (2017)
- Room (2015)
- Short Term 12 (2013)
- 21 Jump Street (2012)